# Nasjonalbiblioteket
59°54′51″N 10°43′3″Ø / 59.91417°N 10.71750°Ø
Nasjonalbiblioteket er et norsk bibliotek, som "bevarer fortiden for fremtiden" gennem en national kultur- og kundskabsbase. Rollen som nationalbibliotek indebærer blandt andet administrering af den norske pligtafleveringslov, som siger, at alle dokumenter som produceres i Norge, skal pligtafleveres til Nasjonalbiblioteket. Dette inkluderer bøger, aviser, tidsskrifter, digitale dokumenter, film, video, fotografi, kort, radioprogrammer, lydbøger, musik, nodetryk, postkort, plakater, småtryk og teatermateriale.
Alt stilles til rådighed for publikum i Nasjonalbibliotekets publikumslokaler i Oslo.
Nasjonalbiblioteket har siden 2004 været under ledelse af Vigdis Moe Skarstein. 
Nasjonalbiblioteket er underlagt Kulturdepartementet og er organiseret i fire fagafdelinger og tre stabsafdelinger. Alle afdelingerne har ansatte både i Oslo og Mo i Rana.

## Bygningen
Nasjonalbilbliotekets afdeling i Oslo flyttede i 2005 tilbage til sine lokaler i det gamle Universitetsbiblioteket i Oslo ved Solli plass i Henrik Ibsens gate 110. Bygningen havde da været lukket i en længere periode på grund af ombygning og restaurering. Bygningen rummer også selvstændige organisationer som Norsk Musikkinformasjon, Norsk Jazzarkiv, Norsk Visearkiv, NORLA (Senter for norsk skjønn- og faglitteratur i utlandet) og Norsk Barnebokinstitutt. Bygningen ejes af det norske statslige selskab Entra Eiendom.

## Historie
Indtil 1989 blev nationalbiblioteksopgaverne i Norge, særlig pligtaflevering af trykt materiale og nationalbibliografi, varetaget af Norsk avdeling ved Universitetsbiblioteket i Oslo. Som en følge af Rana-omstillingen vedtog staten i 1988 at bidrage med midler til oprettelse af et nationalbibliotek. Afdelingen i Mo i Rana blev oprettet 1. oktober 1989. I 1998 blev store dele af Norsk avdeling ved Universitetsbiblioteket i Oslo overført fra Universitetet i Oslo til Nasjonalbiblioteket og blev Nasjonalbibliotekets afdeling Oslo.
I 2004–2005 blev Nasjonalbiblioteket omorganiseret fra en geografisk organisering til en funktionsorganisering, hvor afdelinger baserer sig på arbejdsopgaver uafhængig af deres geografiske fordeling.

### Norske nationalbibliotekarer
- Bendik Rugaas (1994–2002) (Orlov 1996–97)
- Kari Gjesteby (2002–2004)
- Vigdis Moe Skarstein (2004–)